# Nemilkov (stacja kolejowa)
Nemilkov – stacja kolejowa w miejscowości Nemilkov, w kraju pilzneńskim, w Czechach. Położona jest na wysokości 550 m n.p.m.
Na stacji nie ma możliwości zakupu biletów, a obsługa podróżnych odbywa się w pociągu. 

## Linie kolejowe
- 185 Horažďovice předměstí - Domažlice